# MLBB M5 World Championship
MLBB M5 World Championship, обычно называемый чемпионатом мира M5 и M5 — это пятый чемпионат мира по мобильной игре Mobile Legends: Bang Bang.

## Описание
После MLBB M4 World Championship чемпионат мира MLBB M5 станет пятым чемпионатом мира Mobile Legends: Bang Bang и первыми играми, которые пройдут на Филиппинах. Позже было объявлено, что Малайзия станет принимающей стороной раунда wildcard.
Ранее Малайзия, Сингапур и Индонезия провели первые четыре чемпионата: M1 в Куала-Лумпуре, M2 и M3 в Сингапуре и М4 в Джакарте.
В M5 примут участие команды из Азии, Северной Америки, Ближнего Востока и Северной Африки (MENA), Европы и Латинской Америки. Команды квалифицировались по квалификационному методу своего региона, будь то регион MPL или квалификационный турнир, одобренный Moonton.
Было объявлено, что чемпионат мира M5 пройдет в Маниле.
Помимо Мунтона, мероприятие организует Министерство туризма Филиппин. Конференц-центр EVM (расположен в Кесон-Сити) примет групповой этап и первый этап плей-офф M5. С другой стороны, последние этапы плей-офф и гранд-финал пройдут в Мемориальном Колизее Рисала в Маниле. Продажа билетов на мероприятие началась 25 октября.

## Квалификация
Квалификация на чемпионат мира M5 осуществляется в рамках конкурирующей национальной лиги Mobile Legends: Bang Bang Professional League, широко известной как «MPL». Однако для расширения охвата команд чемпионата также были проведены региональные отборочные турниры в регионах Северной Америки, Турции, Мьянмы и Латинской Америки. Две команды также должны пройти квалификацию по подстановочным знакам M5.
M5 представит европейский регион в четвёртый раз с момента его отсутствия на последнем чемпионате мира M4. Количество естественных квалификационных кандидатов на участие в MPL Malaysia также сократилось до одного. Вместо того чтобы иметь собственный слот, Бразилия теперь включена в регион Латинской Америки, чтобы получить шанс в составе двух региональных команд, участвующих в чемпионате мира.
Действующие чемпионы мира в ECHO Philippines не смогут завершить свои подряд чемпионские титулы из-за того, что они были выбиты Blacklist International в нижнем гранд-финале 12-го сезона MPL Philippines.
- Групповой этап: 2—7 декабря 2023 г.
  - 16 команд будут разделены на 2 группы.
  - Одинарная круговая система, все матчи проводятся в формате Bo3.
  - В стадию плей-офф выйдут по 2 лучшие команды из каждой группы.
  - Две последние команды из каждой группы выбывают из турнира.
- Этап плей-офф: 9—17 декабря 2023 г.
  - 8 команд группового этапа сыграют в сетке Double Elimination.
    - Все матчи будут сыграны в формате Bo5, кроме гранд-финала.
    - Гранд-финал пройдёт в формате Bo7.

| Регион                          | Лига                           | Метод Квалификации                                | Команда                 | Сокращение | Группа |
| ------------------------------- | ------------------------------ | ------------------------------------------------- | ----------------------- | ---------- | ------ |
| Philippines                     | MPL Philippines                | MPL Philippines Season 12 Champions               | AP Bren                 | APBR       | C      |
| Philippines                     | MPL Philippines                | MPL Philippines Season 12 Runners-Up              | Blacklist International | BLCK       | B      |
| Indonesia                       | MPL Indonesia                  | MPL Indonesia Season 12 Champions                 | ONIC Esports            | ONIC       | A      |
| Indonesia                       | MPL Indonesia                  | MPL Indonesia Season 12 Runners-Up                | Geek Fam ID             | GEEK       | D      |
| Latin America                   | Liga LATAM                     | Liga LATAM 2023 Champions                         | RRQ Akira               | RRQ        | B      |
| Latin America                   | Liga LATAM                     | Liga LATAM 2023 Runners-Up                        | Bigetron Sons           | BTR        | A      |
| Malaysia                        | MPL Malaysia                   | MPL Malaysia Season 12 Champions                  | HomeBois                | HB         | D      |
| Singapore                       | MPL Singapore                  | MPL Singapore Season 6 Champions                  | Team Flash              | FL         | C      |
| Cambodia                        | MPL Cambodia                   | MPL Cambodia Autumn Split 2023 Champions          | SeeYouSoon              | SYS        | A      |
| Middle East and North Africa    | MPL MENA                       | MPL MENA Fall Split 2023 Champions                | Triple Esports          | TE         | A      |
| Myanmar                         | M5 Myanmar Qualifiers          | M5 Myanmar Qualifier Champions                    | Burmese Ghouls          | BG         | C      |
| Turkiye                         | MTC Turkiye Championship       | MLBB Türkiye Şampiyonası Season 2 Champions       | Fire Flux Esports       | FF         | B      |
| North America                   | MLBB NACT                      | MLBB NACT Fall Season 2023 Champions              | TheOhioBrothers         | TOB        | D      |
| Eastern Europe and Central Asia | MLBB Continental Championships | MLBB Continental Championships Season 2 Champions | Deus Vult               | DeVu       | D      |
| Mongolia                        | M5 Wildcard Qualifiers         | M5 Wildcard Qualifying Team                       | Team Lilgun             | LG         | C      |
| Malaysia                        | M5 Wildcard Qualifiers         | M5 Wildcard Qualifying Team                       | Team SMG                | SMG        | B      |

Известные команды, в том числе ONIC Esports, SeeYouSoon, RRQ Akira и Team SMG, возвращаются на мировую арену после своих предыдущих попаданий на чемпионат мира. Примечательно, что ONIC Esports и RRQ Akira возвращаются после M4, а Team SMG и SeeYouSoon возвращаются после M3.
На фоне нового формата чемпионата мира MLBB две известные команды — AP Bren и Burmese Ghouls — замечательно возвращаются после игры на M2. AP Bren стали чемпионами мира MLBB M2, победив при этом бирманских гулей. Чемпионы мира M2, ранее известные как Bren Esports, могли похвастаться такими популярными игроками, как Карлито «Ribo» Рибо-младший, Аллан «Lusty» младший, Ральф «Coco» Сампанг, а также суперзвезда ECHO и двукратный чемпион мира Карл «KarlTzy» Непомучено. После победы над Blacklist International такие чемпионы мира M2 Анджело Кайл «Pheww» Аркангел и Чарльз «FlapTzy» Кэнон возвращаются на международную арену вместе с тренером чемпиона мира M2 Фрэнсисом «Ducky» Глиндро.
Тем временем, Burmese Ghouls возвращаются с новым составом и новыми лицами, чем состав на M2.

## Команды
| Команда        | Игроки                     | Игроки                     | Игроки                                  | Игроки                         | Игроки                     | Игроки                      | Игроки                          | Игроки                          | Игроки                  | Игроки                  | Тренер(а)/Менеджер            | Аналитик(и)              |
| Команда        | Лесник                     | Лесник                     | Боец (Линия Опыта)                      | Боец (Линия Опыта)             | Стрелок (Линия Золота)     | Стрелок (Линия Золота)      | Мид                             | Мид                             | Роумер                  | Роумер                  | Тренер(а)/Менеджер            | Аналитик(и)              |
| -------------- | -------------------------- | -------------------------- | --------------------------------------- | ------------------------------ | -------------------------- | --------------------------- | ------------------------------- | ------------------------------- | ----------------------- | ----------------------- | ----------------------------- | ------------------------ |
| Team Flash     | Hadess (Джеймарк Лазаро)   | Hadess (Джеймарк Лазаро)   | Adammir (Адам Чонг)                     | Adammir (Адам Чонг)            | Vanix (Кит Лим)            | Vanix (Кит Лим)             | Jayy (Джей Чнг)                 | bloopymiku (Леонг Сян)          | Lolsie (Беллами Йов)    | Lolsie (Беллами Йов)    | Remaniscent (Ремас Хонг)      | Kayzeepi (Юджин Конг)    |
| Geek Fam       | Nnael (Мануэль Симболон)   | Nnael (Мануэль Симболон)   | LUKE (Люк Валентин)                     | LUKE (Люк Валентин)            | Markyyy (Марк Капацио)     | Caderaa (Мохаммад Памбуди)  | ABOY (Валент Путра)             | ABOY (Валент Путра)             | Baloyskie (Аллен Балой) | Baloyskie (Аллен Балой) | Erpang (Эрван Пратама)        |                          |
| Triple Esports | Tarzan (Мохаммед Хараба)   | Saano                      | SANJI (Айман Алькарни)                  | Krauser                        | Fury                       | Fury                        | Cuffin (Муат Алькораини)        | Cuffin (Муат Алькораини)        | Trolll (Моайед Хааба)   | Trolll (Моайед Хааба)   | Lyrick                        | Zuzu (Халед Зузу)        |
| Ohio Brothers  | Bestplayer1 (Карлос Вега)  | Bestplayer1 (Карлос Вега)  | Mielow (Крис Энобио)                    | Mielow (Крис Энобио)           | ZIA (Зия Калуя)            | ZIA (Зия Калуя)             | Hoon (Чан Сон Хун)              | Hoon (Чан Сон Хун)              | SuperShark (Оскар Во)   | Wrath                   | PikaPikaML                    |                          |
| ONIC Esports   | Kairi (Каири Райосдельсол) | Kairi (Каири Райосдельсол) | Butsss (Мухаммад Санубари)              | Butsss (Мухаммад Санубари)     | CW (Кельвин Вината)        | Alberttt (Альберт Искандар) | Kiboy (Ники Понтонуву)          | Kiboy (Ники Понтонуву)          | SANZ (Гиланг)           | SANZ (Гиланг)           | Coachyeb (Пол Денвер Миранда) | Аdi (Ади Сюофиан Асяури) |
| Deus Vult      | Magistor (Эдуард Рукосуев) | Magistor (Эдуард Рукосуев) | Kid Bomba (Матайос Панайотис Чацилакос) | Gordost Kzz (Алихан Мадибеков) | Carvi (Карл Винсент Тинио) | Lil (Руслан Дёгтев)         | Sunset Lover (Кемиран Кочкаров) | Sunset Lover (Кемиран Кочкаров) | SAWO (Станислав Решняк) | SAWO (Станислав Решняк) | Flysolo (Кеннет Колома)       |                          |